# Route 72 (Ontario)
Pour les articles homonymes, voir Route 72.
La route 72 ou King's Highway 72 est une route provinciale située dans le Nord de l'Ontario au Canada. Elle s'étend de la route 17 à Dinorwic jusqu'à Sioux Lookout où elle est reliée à la route 516 vers Savant Lake et la route 642 vers Silver Dollar.

## Annexe